# هونغدو إن-5
هونغدو إن-5 (بالإنجليزية: Hongdu N-5)‏ هي طائرة زراعية أنتجت في الصين. من صناعة مجموعة هونغدو لصناعة الطيران. كان أول طيران لها في 26 ديسمبر 1989. دخلت الخدمة في 1992.